# Emerich Mykułeć
Emerich Petrowycz Mykułeć (ukr. Емеріх Петрович Микулець, ros. Эмерих Петрович Микулец, Emierich Pietrowicz Mikulec, cz. Emil Mikulec; ur. 12 marca 1936 w Busztynie, Czechosłowacja, zm. 22 czerwca 2000 w Iwano-Frankiwsku, Ukraina) – ukraiński piłkarz pochodzenia czeskiego, grający na pozycji bramkarza, trener piłkarski.

## Kariera piłkarska

### Kariera klubowa
Karierę piłkarza rozpoczynał w Spartaku Stanisławów. W 1955 przeszedł do Spartak Moskwa, w barwach którego debiutował w Klasiie A Mistrzostw ZSRR. W 1957 sezon spędził w Spartaku Mińsk, po czym dalej kontynuował występy w Moskwie. W 1959 powrócił do rodzimego klubu, w którym występował przez kolejne 10 lat. W 1968 zakończył piłkarską karierę.

## Kariera trenerska
Od 1997 trenował dzieci w Spartak Iwano-Frankiwsk. 22 czerwca 2000 zmarł w Iwano-Frankiwsku w wieku 64 lat.

## Sukcesy i odznaczenia

### Sukcesy klubowe
- mistrz ZSRR: 1956, 1958
- wicemistrz ZSRR: 1955
- zdobywca Pucharu ZSRR: 1958

### Odznaczenia
- nagrodzony tytułem Mistrza Sportu ZSRR: 1956